# Rebecca Blank
Rebecca Blank (ur. 19 września 1955 w Columbia, zm. 17 lutego 2023 w Madison) – amerykańska polityk. W 2011 oraz w latach 2012-2013 tymczasowa sekretarz handlu Stanów Zjednoczonych.
1 sierpnia 2011, po rezygnacji Gary’ego Locka w związku z objęciem funkcji ambasadora, prezydent Barack Obama powołał Blank na tymczasowego sekretarza handlu do czasu powołania nowego sekretarza. Urząd tymczasowego sekretarza zakończyła 21 października, kiedy to Barack Obama powołał na to stanowisko Johna Brysona.
21 czerwca 2012 ponownie została tymczasowym sekretarzem handlu po złożeniu dymisji przez Johna Brysona w związku z jego chorobą. 1 czerwca 2013 przestała sprawować urząd, gdyż została prezydentem Uniwersytetu Wisconsin–Madison. Nowym a zarazem tymczasowym sekretarzem handlu został Cameron Kerry.